# Lessons Learned
Lessons Learned (amerikanisch, brit. Lessons Learnt), deutsch Gewonnene Erkenntnisse, ist ein Fachbegriff des Projektmanagements beziehungsweise des Wissensmanagements. Im Projektmanagement wird auch die Bezeichnung Projekt-Retrospektive verwendet.

## Definition
Lessons Learned ist die schriftliche Aufzeichnung und das systematische Sammeln, Bewerten und Verdichten von Erfahrungen, Entwicklungen, Hinweisen, Fehlern und Risiken aus Projekten. Deren Beachtung und Vermeidung kann sich als nützlich für zukünftige Projekte erweisen. Lessons Learned kann auch ein Teil der Projektabschlussdokumentation sein. In strukturierter, zugänglich archivierter Form, beispielsweise in einer Projektdatenbank, dienen die Ergebnisse der Vorbereitung ähnlicher Projekte. Die Betrachtung einer Anzahl solcher Dokumente über eine Reihe von Projekten hinweg kann zu Ideen führen, wie das Projektmanagement einer Organisation strukturell verbessert werden kann. Daher ist es vorteilhaft, zu Beginn eines neuen Projektes das Beachten der Lessons Learned vorangegangener Projekte verbindlich vorzuschreiben.

## Anwendung
Immer häufiger werden Lessons Learned ebenso wie Best Practices im Rahmen einer integrierten Wissensmanagementstrategie mit dem Ziel erhoben, Erfahrungswissen festzuhalten und zur Vermeidung von Fehlern wiederzuverwenden. Hierbei wird, ähnlich wie beim After Action Review, das Erfahrungswissen regelmäßig erhoben, beispielsweise bei Abschluss eines Projekts, Erreichen von Meilensteinen oder Prozessschritten. Die Erhebung erfolgt häufig in Form von Workshops, in denen die Teilnehmer sowohl von positiven, als auch negativen Erfahrungen berichten. Diese Erfahrungen werden dann verschriftlicht und zur Wiederverwendung im Unternehmen zur Verfügung gestellt.
Der genaue Inhalt der Lessons Learned ist nicht normiert und hängt von der Situation des betrachteten Projekts ab. So enthalten die Lessons Learned eines Dienstleisters andere Informationen als die einer internen Entwicklungsabteilung. Auch die Behandlung der Ergebnisse ist abhängig vom Inhalt. So werden kritische Anmerkungen auf der Beziehungsebene wertvolle Hinweise für Folgeprojekte haben, aber kaum den Weg in eine strukturierte Datenbank mit unternehmensweitem Zugriff finden.
Etwa zwei Drittel aller Unternehmen führen Lessons Learned in der einen oder anderen Form nach Projektende (teilweise auch am Ende einer Projektphase in Großprojekten) durch. Die tatsächliche strukturierte Nutzung dieser Daten für Folgeprojekte findet jedoch weithin nur beschränkt statt.